# Valentin Spohn
Valentin Spohn (* 17. Juni 1997) ist ein deutscher Handballspieler.

## Karriere

### Verein
Valentin Spohn spielte in der Jugend für den TSV Jöhlingen, die TS Durlach und darauf für die SG Pforzheim/Eutingen. 2014 wechselte er zum Drittligisten SG Leutershausen. 2016 gelang ihnen der Aufstieg in die 2. Bundesliga. Nachdem sie nach einer Saison wieder abgestiegen waren, wechselte er zum Erstligaabsteiger HBW Balingen-Weilstetten. Nach einer Saison wechselte er zum Ligakonkurrenten TuS N-Lübbecke. 2021 gelang ihnen der Aufstieg in die 1. Bundesliga. Im Dezember 2021 wurde er als „Spieler des Monats“ in der Liga ausgezeichnet. Nach einer Saison stieg er mit Lübbecke wieder in die 2. Bundesliga ab und wechselte darauf zum Zweitligisten VfL Eintracht Hagen. Nach zwei Saisons für Hagen in der 2. Bundesliga ging er im Sommer 2024 nach Kuwait und spielt dort für Al Salmiya Club.

### Nationalmannschaft
Mit der deutschen Junioren-Nationalmannschaft belegte er den 2. Platz bei der U20-Europameisterschaft 2016 und den 4. Platz bei der U21-Weltmeisterschaft 2017.